# 국가의회 의사당

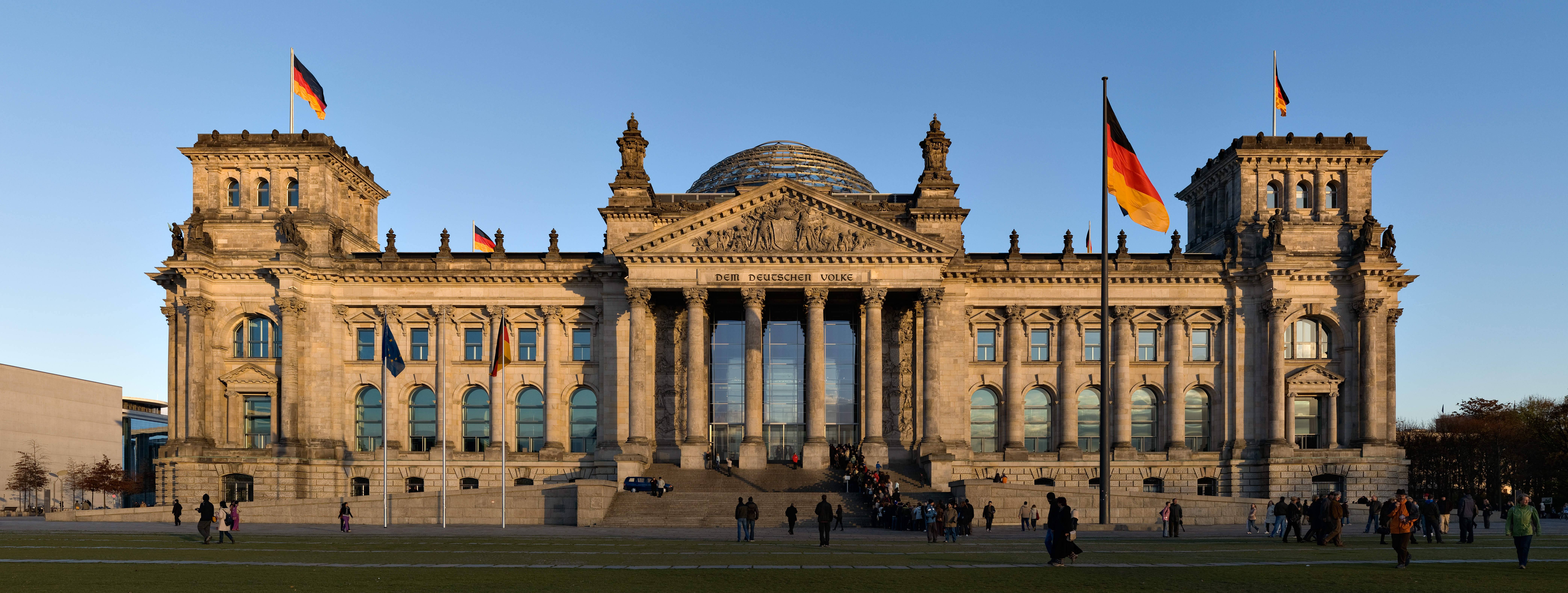
국가의회 의사당

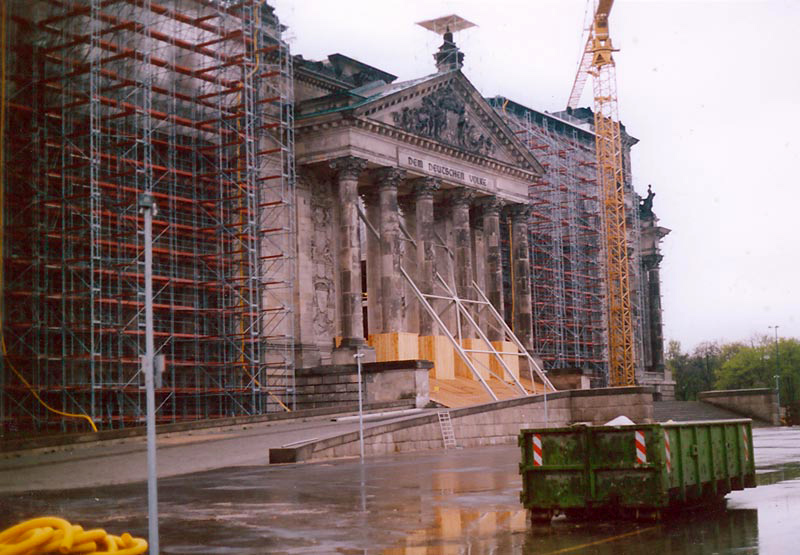
Reichstag 1995

국가의회 의사당(國家議會議事堂, 독일어: Reichstagsgebäude [ˈʁaɪ̯çstaːksɡəˌbɔɪ̯də] 라이히스타크스게보이데[*])은 독일 베를린에 있는 역사적인 건물이다.

## 건물 역사

### 건설 초기
1871년 독일이 하나의 국가로 통일된 이후 독일 국회의사당의 건설이 계획되었다. 첫 계획은 순조롭지 못하여 통일 이듬해인 1872년 현상설계가 열렸으나 건축되지 못하였다. 1882년 다시 열린 현상 설계에서 파울 발로트(Paul Wallot)의 설계안이 채택되었고, 그로부터 12년이 지난 1894년에 독일 국회의사당이 완공되었다. 1918년 11월 9일에는 사회 민주당 의원 필리프 샤이데만(Philipp Scheidemann)이 독일 국회의사당의 한 창문에서 공화제를 선포하면서 독일 국회의사당의 정치적 공간으로서의 의미가 부각되었다.

### 훼손과 2차 세계대전

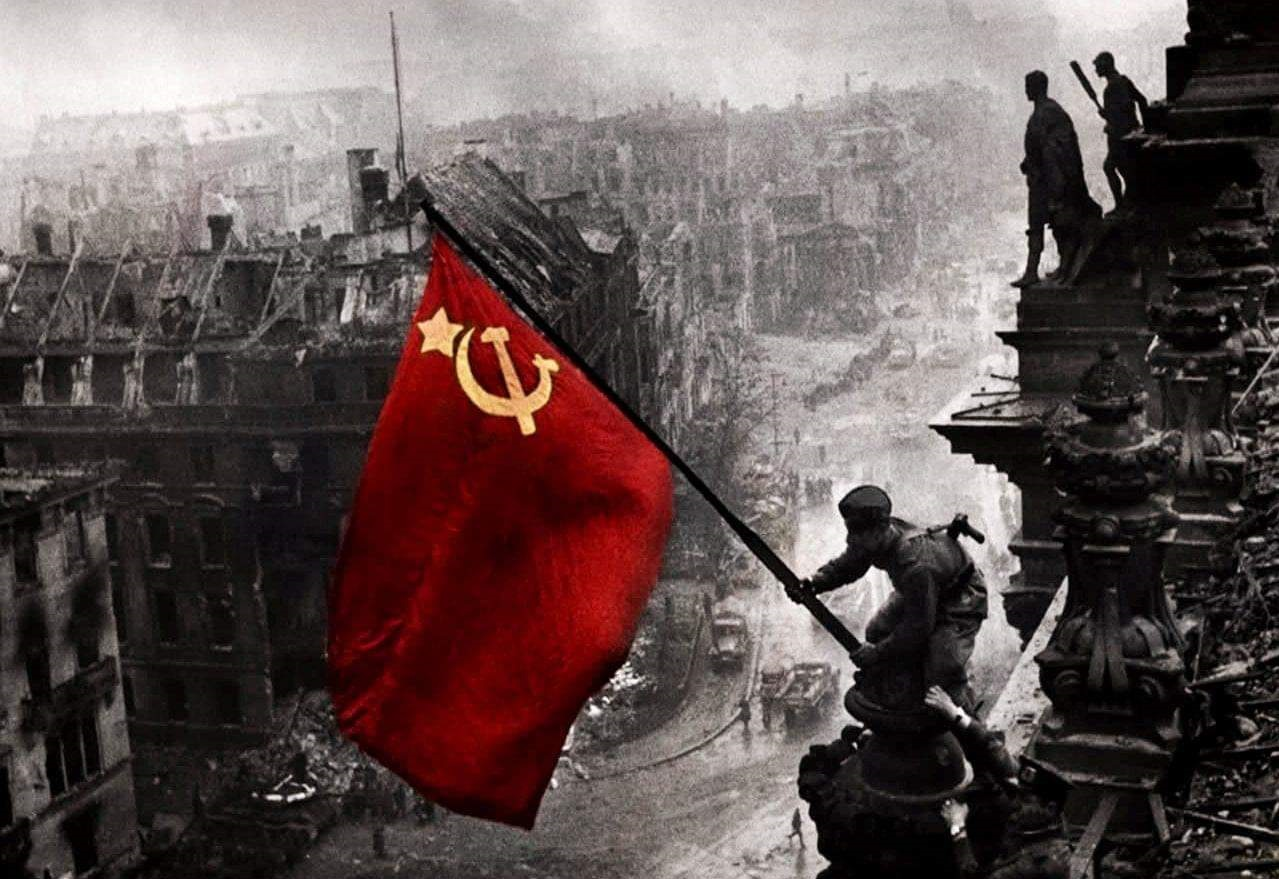
독일 국회의사당은 2차 세계대전 동안 더욱 크게 파손된다

1933년 발생한 화재로 인해 독일 국회의사당의 본회의장이 불타게 되었고, 이에 따라 돔을 철거할 수밖에 없었다. 당시 화재는 공산당원의 범행으로 밝혀졌는데, 이를 계기로 히틀러는 독일 공산당에 대한 탄압을 시작하고 세력을 확장시키게 된다. 독일 국회의사당은 2차 세계대전 동안 더욱 크게 파손된다. 항복 전 독일의 마지막 저항선이었던 베를린의 많은 건물들이 소련의 폭격으로 파괴되었고, 독일 국회의사당 역시 크게 부서졌다.

### 냉전시대와 독일 재통일
전쟁 후의 냉전시대에 독일 국회의사당은 서독에 위치하였으나, 그 바로 옆에 베를린 장벽이 설치되면서 냉전의 최전선으로의 상징성을 갖게 되었다.
전쟁 이후 서독의 정부는 본에 설립되었고, 독일 국회의사당은 폐허에 가깝게 망가진 상태였다. 재건에 대한 논쟁 끝에, 파울 바움가르텐(Paul Baumgarten)에 의해 재건되었고, 의회 위원회의 회의 장소로 역할을 하였다. 1990년 독일 재통일이 이루어졌고 통일독일의 역사적인 첫 연방의회가 독일 국회의사당에서 열렸다. 이후 노먼 포스터(Norman Foster)에 의해 독일 국회의사당의 재건축이 이루어졌고 1999년 4월에는 새롭게 단장한 건물에서 다시 의회가 개최되었다.

## 건축가들
독일 국회의사당은 프랑크푸르트암마인 출신의 건축가 파울 발로트가 1884년에서 1894년까지 10년에 걸쳐 건축했다. 파울 발로트는 1841년 6월 26일 라인 지방의 오펜하임에서 출생하여 1912년 8월 10일 타우누스의 랑겐슈발바흐에서 사망하였다.
당시 독일 국회 의사당은 네오르네상스 양식의 건물로 독일의 국가적 자존심을 강력하게 표현한 건물이었다. 네오르네상스 건축 또는 르네상스 부흥 건축은 19세기 유럽에서 있었던 15세기 르네상스 건축 양식의 부흥을 지칭한다. 이 양식은 특히 19세기 후반 영국과 미국에서 유행하였다. 특히 돔은 교회나 왕권과 같은 종교적 혹은 정치적 권력을 상징하기 위한 건축 양식이다.
1995년 6월 24일, 환경 설치 예술가인 크리스토퍼와 진-클로드는 연합군의 공습으로 심하게 파손된 의사당 건물 전체를 하얀색 폴리프로필렌 직물로 싸버리는 프로젝트(wrapping)를 완료하였다. 이 작업은 90명의 암벽등반 전문가와 120명의 노동자가 투입된 예술 프로젝트로 24년 간 진행되었다. 건물을 싸는데 사용한 직물은 프로젝트 완료일로부터 14일 뒤에 뜯어내어져서 재활용되었다.
1999년 영국의 건축가 노먼 포스터는 의사당의 벽을 제외한 건물의 모든 골격을 뜯어낸 뒤 내부의 안마당 위로 가벼운 유리와 알루미늄으로 만든 돔을 설치했다. 그 양 옆으로는 나선형 경사로를 달아서 공사 중에도 의회가 여전히 일하고 있다는 것을 시민들이 볼 수 있게 했다. 포스터가 재건축한 의사당의 건축 양식의 위대함은 빛의 활용의 측면에서 드러난다. 거울로 덮은 환기통이 돔에서 내려와 아래층의 조명과 환풍을 동시에 해결해 준다.

## 상징
독일 국회의사당 건물은 정치적 의사 결정이 벌어지는 장소 그 이상의 의미가 있다. 비록 이 곳은 과거 독일 민주주의가 좌절된 장소였지만 통일 후 리모델링을 거쳐 새로운 독일의 민주주의의 상징으로 탈바꿈했으며, 상부의 유리 돔은 베를린의 랜드마크로 자리잡았다.

### 독일 건축의 정체성, 독일 제국의 위상
1882년 파울 발로트의 설계안이 채택되기까지, 이 건물은 독일 건축 양식이 무엇인가에 대한 논쟁의 중심이었다. 고육책으로 서구 고전주의 건축의 여러 요소들을 혼합한 이 작품은 당대의 비평가들로부터 혹독한 평가를 받았다.
이 건물에는 당시 독일 제국의 위상이 드러나 있다. 예를 들어 정문으로만 출입이 가능한 것은 권위주의적인 요소라고 할 수 있다. 철판 유리로 이루어진 육중한 돔은 당시 독일 제국의 강력함을 과시하고 있었다. 노먼 포스터가 리모델링을 하면서 돔을 유리 돔으로 구성했다. 이는 독일의 위엄성을 보존함과 동시에 현대 민주주의 개방성과 투명성을 결합한 것이다

### 전통과 현대의 조화
건축가 노먼 포스터는 기존 건물의 역사적인 외관을 유지하면서 내부에는 현대적이고 개방적인 의회의 모습을 담았다. 독일의 위상을 그대로 보존하면서도 매우 기능적인 디자인과 혁신적인 친환경적 기술을 도입하여 전통과 현대의 조화를 꾀했다. 통일 후의 새로운 독일이 미래로 나아가는 모습을 담았다.

### 민주주의 상징
독일 국회의사당 건물은 20세기 독일 역사의 파란을 겪으며 시기마다 다른 정치적, 역사적 위상을 부여받았다. 이 건축물은 의회 민주주의와 입헌군주제 간의 타협의 산물로 건립되었으며, 이후 독일 민주주의의 좌절과 희망을 담고 있다.
노먼 포스터는 정부의 정책 결정 과정을 보다 투명하게 보여주는 것에 집중했다. 그리하여 이 건물은 민주주의의 가치라고 할 수 있는 개방성, 투명성을 담게 되었다. 주변 구조물과 안뜰 등 여러 각도에서 총 회의장 내부를 훤히 들어다 볼 수 있다.
전면이 유리로 둘러싸인 돔(cupola)은 기술적 혁신을 담은 근대성의 상징이자 개방성을 담은 민주주의의 상징이다. 이곳에서는 베를린 전경을 360도에서 바라볼 수 있다. 돔에서 본회의장을 내려다 보는 것도 가능하다. 회의장보다 방문객이 오가는 돔이 더 윗부분에 위치하고 있는 것은 국민이 정부보다 위에 있다는 것을 뜻한다.

### 친환경 설계
유리 돔은 개방성과 투명성을 상징함과 동시에 친환경적(environmentally friendly) 설계를 반영한 것이다. 태양광이 투명한 돔을 통해서 들어와 회의장의 내부 조명으로 쓰인다. 이러한 돔 구조는 직사광선이 바로 들어오는 것을 막아 내부 온도가 지나치게 상승하거나 눈부심을 방지한다.

## 관람
관람 시간은 매일 08:00부터 23:00시까지이며 입장 시간은 15분마다(마지막 입장시간은 23:00) 이루어진다.

## 같이 보기
- 국가의회 의사당 화재 사건

## 참고자료
- http://www.berlin.de/berlin-im-ueberblick/politik/reichstagsgebaeude.en.html 보관됨 2013-08-31 - 웨이백 머신
- https://web.archive.org/web/20150502022352/http://www.berlin.de/orte/sehenswuerdigkeiten/reichstag/index.en.php
- https://web.archive.org/web/20130930053252/http://www.bundestag.de/htdocs_e/artandhistory/architecture/index.jsp
- https://terms.naver.com/entry.nhn?docId=910539&cid=371&categoryId=1381
- http://christojeanneclaude.net/projects/wrapped-reichstag?view=info#.UkrTupv7qSo
- http://www.bundestag.de/htdocs_e/visits/kupp.html
- 전진성, 기억의 정치와 스토리텔링 ; 통일 독일 수도 베를린의 발명 -도시공간의 형성과 기억의 도구화에 관하여, 대구사학회, 2012
- 성유경, [인류 역사와 함께한 건설 상품 100선] 독일 라이히스탁 - 열린 공간이자 친환경 건축의 비전 : 의사당 건물로 근현대 역사 투영, 독일 국민의 민주주의에 대한 신념도, CERIK 저널, 2012